# Bukî, Malîn
Bukî (în ucraineană Буки) este un sat în comuna Lukî din raionul Malîn, regiunea Jîtomîr, Ucraina.
Localitatea face parte din regiunea istorică Volânia, iar după tratatul de pace de la Riga din 1921 a devenit parte a Uniunii Sovietice.

## Demografie
Componența lingvistică a localității Bukî
     Ucraineană (99,49%)
     Alte limbi (0,51%)
Conform recensământului din 2001, majoritatea populației localității Bukî era vorbitoare de ucraineană (99,49%), existând în minoritate și vorbitori de alte limbi.